# Макартур, Дуглас
Ду́глас Мака́ртур (англ. Douglas MacArthur; 26 января 1880, Литл-Рок, Арканзас, США — 5 апреля 1964, Вашингтон, США) — американский военачальник, обладатель высшего звания — генерал армии (18 декабря 1944), фельдмаршал филиппинской армии (24 августа 1936), Начальник штаба Армии США (1930—1935). Принял капитуляцию Японии 2 сентября 1945 года от имени американского правительства. Обладатель Медали Почёта (1941) и Золотой медали Конгресса (1962). Считается одним из наиболее успешных полководцев Второй мировой войны. 
Главнокомандующий войсками США на Тихоокеанским театре военных действий во Второй мировой войне (1944—1945). Главнокомандующий оккупационными войсками союзников (1945—1951). Главнокомандующий войсками ООН в Корейской войне (1950—1951). Позже он стал председателем правления Remington Rand.

## Биография

### Ранняя биография
Дуглас Макартур родился в городе Литтл-Рок (штат Арканзас) в 1880 году. Его родителями были генерал-лейтенант Артур Макартур-младший и Мэри Пинкней Харди Макартур, по отцовской линии он принадлежит к одному из самых известных и древних кланов Шотландии. Отец, Артур Макартур, в начале Гражданской войны 1861—1865 годов добровольцем отправился на фронт и вскоре отличился в сражениях с южанами. 19-летний Артур Макартур стал самым молодым полковником в истории американской армии. Затем его послали на Запад — на карательные операции против индейцев. Мать, урождённая Мэри Харди, также хотела, чтобы Дуглас стал военным. Будучи уроженкой штата Вирджиния, она гордилась своим земляком — Робертом Ли, генералом армии конфедератов. У Дугласа было два брата. Старший, Артур Макартур III, был на четыре года старше. Средний брат Малькольм умер от болезни, когда Дугласу было три года. Когда Артур, окончив Морскую академию, отправился служить на военный флот, мать посвятила себя единственному оставшемуся дома сыну Дугласу. Тот попытался поступить в элитную военную академию в Вест-Пойнте, но не прошёл медицинскую комиссию (искривление позвоночника). Тогда мать предприняла меры к тому, чтобы обеспечить сыну поступление в академию. Во-первых, они переехали в город Милуоки, делегат от которого в Палате представителей Конгресса США занимал высокое положение в Вест-Пойнте, а заодно был лучшим другом дедушки Дугласа. Мать надеялась получить от политика рекомендательное письмо. Во-вторых, она хотела найти лучшего в США специалиста, способного выправить искривлённый позвоночник сына, из-за которого его не приняли в академию. В 1898 году Дуглас всё же был принят в Вест-Пойнт. Часть своей юности он провёл в Вашингтоне в доме своего деда со стороны отца, судьи Артура Макартура, который был вхож в высшее общество и в политические круги столицы.

### Экспедиция в Веракрус
21 апреля 1914 года американские войска оккупировали мексиканский порт Веракрус. Для поддержки основных сил была отправлена Пятая бригада под командованием Фредерика Фанстона. Если бы потребовали обстоятельства, американское правительство намерено было отправить в Веракрус пехоту генерала Леонарда Вуда. 22 апреля Макартур был вызван в штаб генерала Вуда, который возложил на него особое разведывательное задание. Как позднее будет замечать сам Макартур, он должен был исследовать рельеф местности и докладывать генералу Вуду обо всём, что может быть полезно ему и военному министерству.
По прибытии в Веракрус Макартур обнаружил, что американские войска не имеют механического транспорта. В Веракрусе были обнаружены сотни вагонов, но ни одного локомотива. Из слухов Макартур узнал, что солдаты Викториано Уэрты спрятали несколько локомотивов прежде, чем отступить. Вместе с мексиканским проводником и двумя железнодорожниками, погрузившись на дрезину, Макартур добрался до Альварадо — в тридцати пяти милях от американских позиций. Он обнаружил пять локомотивов, три из которых были в подходящем состоянии.
На обратном пути под Салинасом Макартур был атакован пятью вооружёнными людьми. Он открыл огонь и двое из них упали. Позже отряд Макартура встретил пятнадцать вооружённых всадников того же сорта, что и предыдущая компания, которые снова обстреляли его. Макартур подстрелил четверых из нападавших. После обстрела Макартур обнаружил три пули, прошедшие сквозь его одежду, однако сам он остался невредим. Около Лагуны ещё три бандита атаковали Макартура — снова одна пуля прошла через его одежду и две пролетели в шести дюймах от него. Макартур открыл ответный огонь и подстрелил своего седьмого врага. Оставшийся путь Макартур и его люди преодолели без происшествий.
Генерал Вуд представил Макартура к награждению Медалью почёта. Но военное министерство отклонило представление, по той причине, что Макартур не предупредил о своём предприятии генерала Фанстона. Макартур подавал на пересмотр награждения, но снова получил отказ.

### Первая мировая война

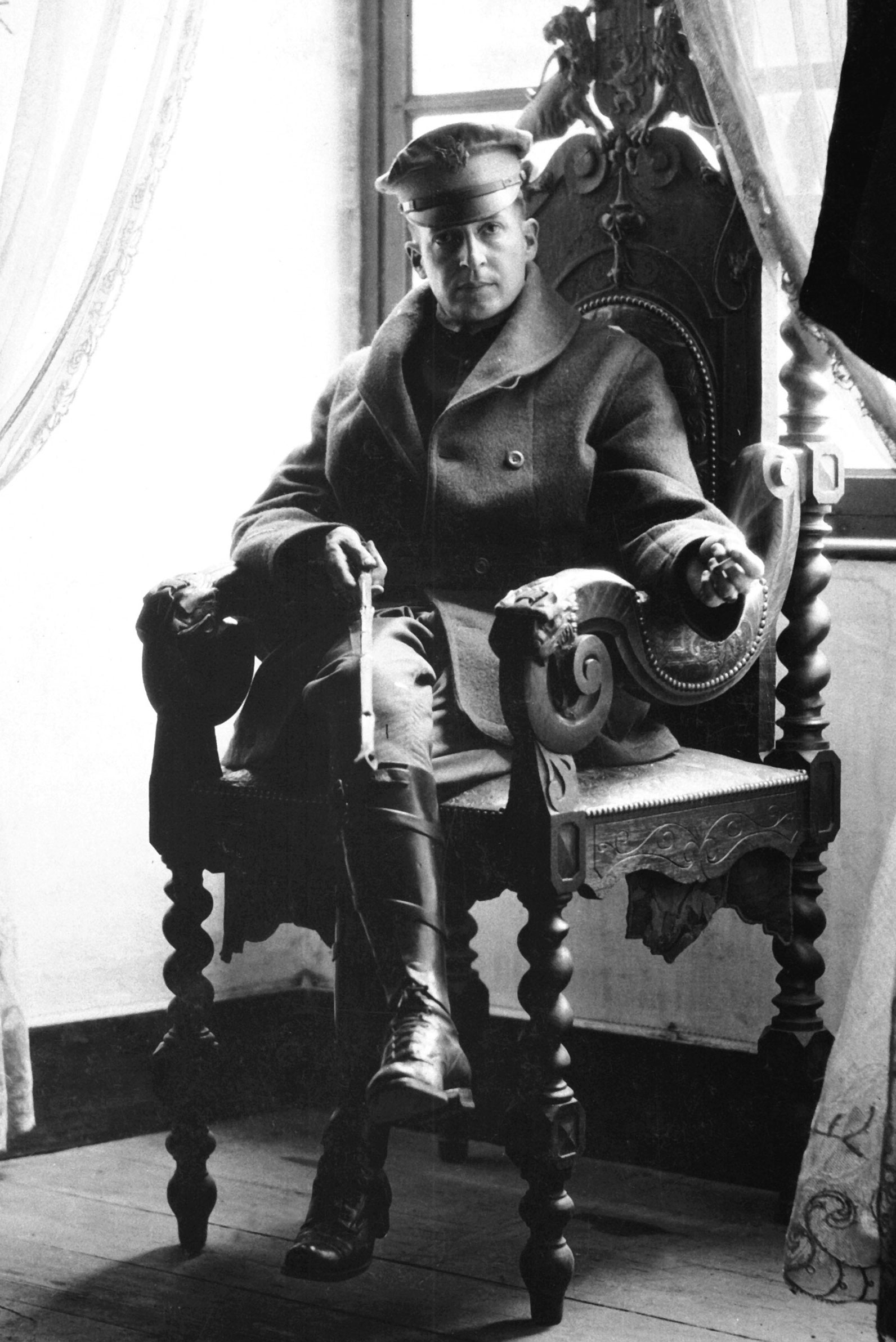
Бригадный генерал Дуглас Макартур в освобождённом от германских войск Сан-Бенуа-ан-Вавр (сентябрь 1918)

Когда США вступили в Первую мировую войну Макартур был переведён в пехоту. Временно он был повышен до полковника. Он был назначен начальником штаба 42 дивизии, получившей название «Радужная», потому что она была набрана из сил Национальной гвардии по всей стране.
В составе Американского экспедиционного корпуса 42 дивизия была направлена во Францию, куда прибыла в октябре 1917 года. Макартур проявил себя как в штабной работе, так и в боях. Он был награждён Крестом «За выдающиеся заслуги», Медалью «За выдающиеся заслуги» и шестью Серебряными звёздами.
В июле 1918 года Макартуру было присвоено звание бригадного генерала. Макартур вместе со своей дивизией участвовал в Эне-Марнском наступлении и последующей контратаке. Он принял на себя командование 84 бригадой и участвовал с ней в Сен-Миельском и Мёз-Аргоннском наступлениях. В ноябре 1918 года он принял командование 42 дивизией.

### Между войнами
В 1919 году Макартур был назначен суперинтендантом военной академии Вест-Пойнт, с 1923 года попеременно служил на Филиппинах и в США. В 1927 году он был избран президентом Американского олимпийского комитета и занимался организацией участия американской команды в Олимпийских играх 1928 года. В 1930 году Макартур занял должность начальника штаба армии США.
В июле 1932 года состоялся марш на Вашингтон ветеранов Первой мировой, требовавших улучшения материального положения. Против безоружных ветеранов были брошены части регулярной армии. Карательную операцию возглавлял генерал Макартур. Вместе с ним во главе войск, в частности, был и Эйзенхауэр. В результате 2 ветерана были убиты, 50 ранены.

### Вторая мировая война
В день нападения на Пёрл-Харбор Макартур командовал войсками союзников на Филиппинах. Получив приказ президента Рузвельта, Макартур 11 марта 1942 года покинул со своим штабом Филиппины и вылетел в Австралию. За его руководящую роль в упорной обороне Филиппин, несмотря на поражение и капитуляцию, Макартур 1 апреля 1942 года был награждён Медалью Почёта.
В марте 1942 года Макартур был назначен командующим войсками союзников в юго-западной части Тихого океана. Он руководил контрнаступлением союзников в Новой Гвинее с июля 1942 по январь 1943 года, а оттуда его войска двинулись на Филиппины, которые он окончательно освободил от японцев в первые месяцы 1945 года.
По образцу Германии, разработал план раздела Японии на отдельные части между странами-победительницами, который так и не был реализован.
На посту верховного командующего союзными войсками на Тихом океане он 2 сентября 1945 года на борту американского линкора «Миссури» принял капитуляцию Японии.
Как главнокомандующий оккупационными войсками союзников в Японии, Макартур проводил послевоенные реформы и помог разработать новую японскую конституцию. Стал известен тем, что трижды разгонял и заново набирал японскую полицию по причине высокого уровня коррупции в рядах японских полицейских, пока не добился полного искоренения коррупции в японской полиции. Был организатором Токийского процесса над японскими военными преступниками, в ходе которого были признаны виновными в военных преступлениях и приговорены к смертной казни японские политики и военные.
Вопреки требованиям ряда высокопоставленных лиц, в том числе президента США Гарри Трумэна, генерал Макартур отказался отдавать под суд японского императора Хирохито, настояв на том, чтобы Хирохито остался главой государства.

### Корейская война
С июля 1950 года Макартур командовал войсками ООН в Корейской войне. Он был автором идеи Инчхонской десантной операции, результатом которой стало сокрушительное поражение северокорейской армии. После этого Макартур принял противоречивое решение о продолжении преследования противника на территории Северной Кореи. Недооценка им сил китайской армии, готовившейся вступить в войну, привела к катастрофическим последствиям для сил ООН во время китайского наступления в конце 1950 года.
Макартур возобновил наступление в начале 1951 года, однако в апреле был отправлен в отставку президентом Гарри Трумэном из-за разногласий во взглядах на ведение войны и необходимость её расширения на территорию Китая (Макартур не только выступал за ядерную бомбардировку Китая, но и сделал публичное объявление о том, что США готовы пойти на этот шаг, вопреки прямым указаниям Трумэна. Заявление Макартура в свою очередь повлекло за собой серьёзное усиление[какое?] кризиса в Корее). Социологический опрос института Гэллапа показал, что 69 процентов американцев поддерживали Макартура. Его популярность продемонстрировал парад по случаю его возвращения в Нью-Йорке, на котором присутствовало 7 миллионов человек.

### Последние годы жизни
После отставки и возвращения в США Макартур занялся политикой и участвовал в президентской кампании 1952 года. Впоследствии консультировал президента Д. Эйзенхауэра относительно завершения Корейской войны. (В известном меморандуме Макартура «Как закончить корейскую войну» он констатирует, что столкновение на Корейском полуострове переросло в противостояние США и СССР. Макартур предлагает использовать против противника, имеющего преимущества в военно-воздушных силах и артиллерии в Северной Корее, ядерное оружие, подчёркивая, что следует «воспользоваться преимуществом именно в атомном оружии, ибо со временем оно, возможно, будет уменьшаться».) Был избран председателем правления Remington Rand, писал мемуары.

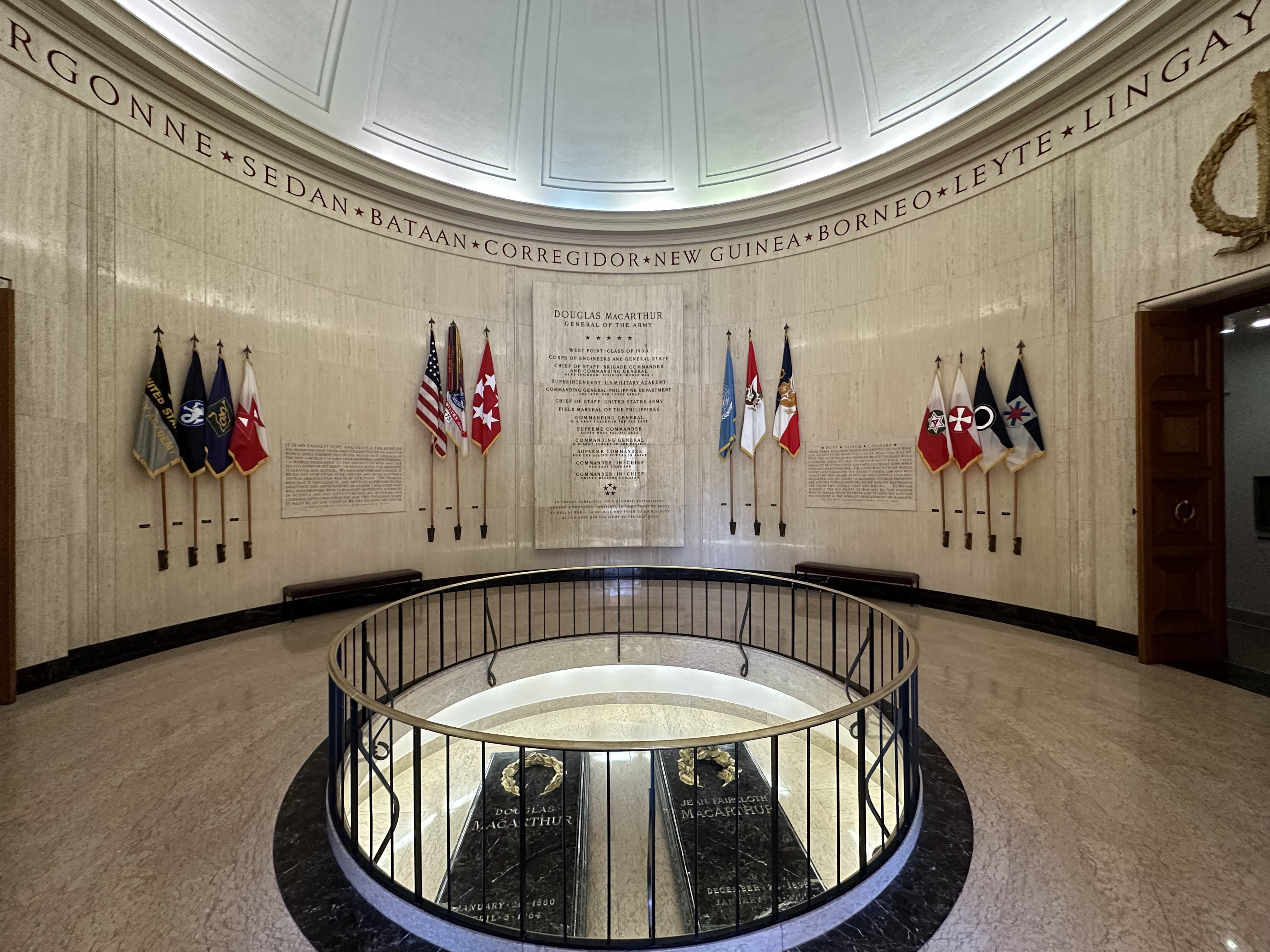
Мемориал Макартура в Норфолке

Дуглас Макартур скончался 5 апреля 1964 года и был похоронен с военными почестями в ротонде Мемориала Макартура в Норфолке. В честь Дугласа Макартура назван аэропорт в Айслипе на Лонг-Айленде и парк в Лос-Анджелесе, там же открыт памятник генералу.

## Воинские звания
- 26 июня 1918 — бригадный генерал (Национальная армия)
- 20 января 1920 — бригадный генерал
- 17 января 1925 — генерал-майор
- 21 ноября 1930 — генерал (временное звание)
- 1 октября 1935 — генерал-майор
- 31 декабря 1937 — генерал (выход в отставку)
- 26 июля 1941 — генерал-майор
- 27 июля 1941 — генерал-лейтенант (временное звание)
- 18 декабря 1941 — генерал (временное звание)
- 18 декабря 1944 — генерал армии
- 11 апреля 1946 — генерал армии (звание, оставленное Конгрессом США Д. Макартуру при отставке)

## Семья
В 1922 году Макартур женился на известной светской львице Луизе Кромвель Брукс, которая уже имела двоих детей. Их брак продлился до 1929 года.
В 1937 году он женился во второй раз — на 38-летней Джин Фаеклот, дочери финансиста. В 1938 году у них родился сын Артур, который впоследствии стал пианистом и писателем, а также способствовал развитию Фонда Макартура и Мемориала Макартура. Джин умерла в 2000 году.

## Взгляды и увлечения
Из выступления Макартура перед выпускниками университета в Питтсбурге, 1930-е годы: «Где Рим и Карфаген? Где Византия? Где Египет? Они, они, некогда великие государства? Где Корея, чьё смертельное рыдание так и не было услышано миром? Они развалились, разрушились, погибли, превратились в прах, пепел. А почему? Да все по той же причине — беспечность, боязнь применить железный кулак против пацифизма, коммунизма: история доказала, что некогда великие нации, которые пренебрегли своей национальной обороной, исчезли».
8 октября 1955 года в интервью газете «The New York Times», уже ушедший в отставку, генерал Макартур сказал следующее:

«Народы всего мира должны объединиться для следующей войны, которая будет войной межпланетной. Народы Земли должны когда-нибудь создать общий фронт для отражения атаки людей с других планет».— выдержка из книги Architects of the Underworld...
Дуглас Макартур был хорошим спортсменом. Больше всего ему нравились американские национальные виды спорта — футбол и бейсбол. Когда Макартур учился в Вест-Пойнте, он настолько увлекался бейсболом, что порой пренебрегал из-за этого учёбой. Капитан бейсбольной команды говорил: 

«Макартур играл агрессивно. Он не был силён на подачах или в поле, но приносил пользу команде. Он мог в одиночку обыграть любого».
 В команде Макартура называли «Неукротимый Дуг», и с ним команда обычно добивалась победы. Известна другая история, связанная с американским футболом. Когда Макартур учился на 4-м курсе в Вест-Пойнте, он был начальником команды, и всегда носил на груди эмблему — букву «А». Много лет спустя, во время Корейской войны, буква «А» имелась на купальном халате Макартура.
Генерал Макартур курил трубки из кукурузы особой формы, выпускаемые фирмой «Missouri Meerschaum». В дальнейшем эти трубки начали носить его имя.

## Образ в кинематографе
- МакАртур[англ.] / MacArthur — худ. фильм, США, 1977, реж. Джозеф Сарджент; в гл. роли — Грегори Пек
- Инчхон / Incheon — худ. фильм, США, 1982, реж. Теренс Янг; в роли генерала Макартура — Лоренс Оливье
- Солнце — худ. фильм, Россия, 2005, реж. Александр Сокуров; в роли генерала Макартура — Роберт Доусон
- Император / Emperor — худ. фильм, США—Япония, 2012, реж. Питер Веббер; в роли генерала Макартура — Томми Ли Джонс
- Операция «Хромит» / Incheonsangryookjakjun — худ. фильм, Южная Корея, 2016, реж. Джон Х. Ли; в роли генерала Макартура — Лиам Нисон